# Szklary (powiat krośnieński)
Szklary – osada w Polsce położona w województwie podkarpackim, w powiecie krośnieńskim, w gminie Jaśliska. Leży przy DW887.

## Historia
Wieś prawa wołoskiego w latach 1501–1550. Na przełomie XVI i XVII wieku położona była w ziemi sanockiej województwa ruskiego. Wieś klucza jaśliskiego biskupów przemyskich. W latach 1975–1998 miejscowość należała administracyjnie do województwa krośnieńskiego. 
Szklary odnotowane w 1470 jako wieś należąca do biskupstwa przemyskiego, lokowana na prawie wołoskim należała do klucza jaśliskiego. Ludność trudniła się wytapianiem szkła. 
Przypuszczalnie były tu walki w roku 1657 z siedmiogrodzianami Jerzego II Rakoczego, a w latach 1704–1708 r., w trakcie III wojny północnej, ze Szwedami. Istnieje tu kopiec-mogiła zwany szwedzkim, podobny do tego jak w Jaśliskach.
W latach 1769–1772 stacjonowali tu konfederaci barscy. Znajdujący się obelisk z krzyżem przy serpentynie do Królika Wołoskiego stoi na mogile konfederatów poległych w walkach z Rosjanami (lokalne podanie głosi, że byli to jeńcy wymordowani przez Kozaków).

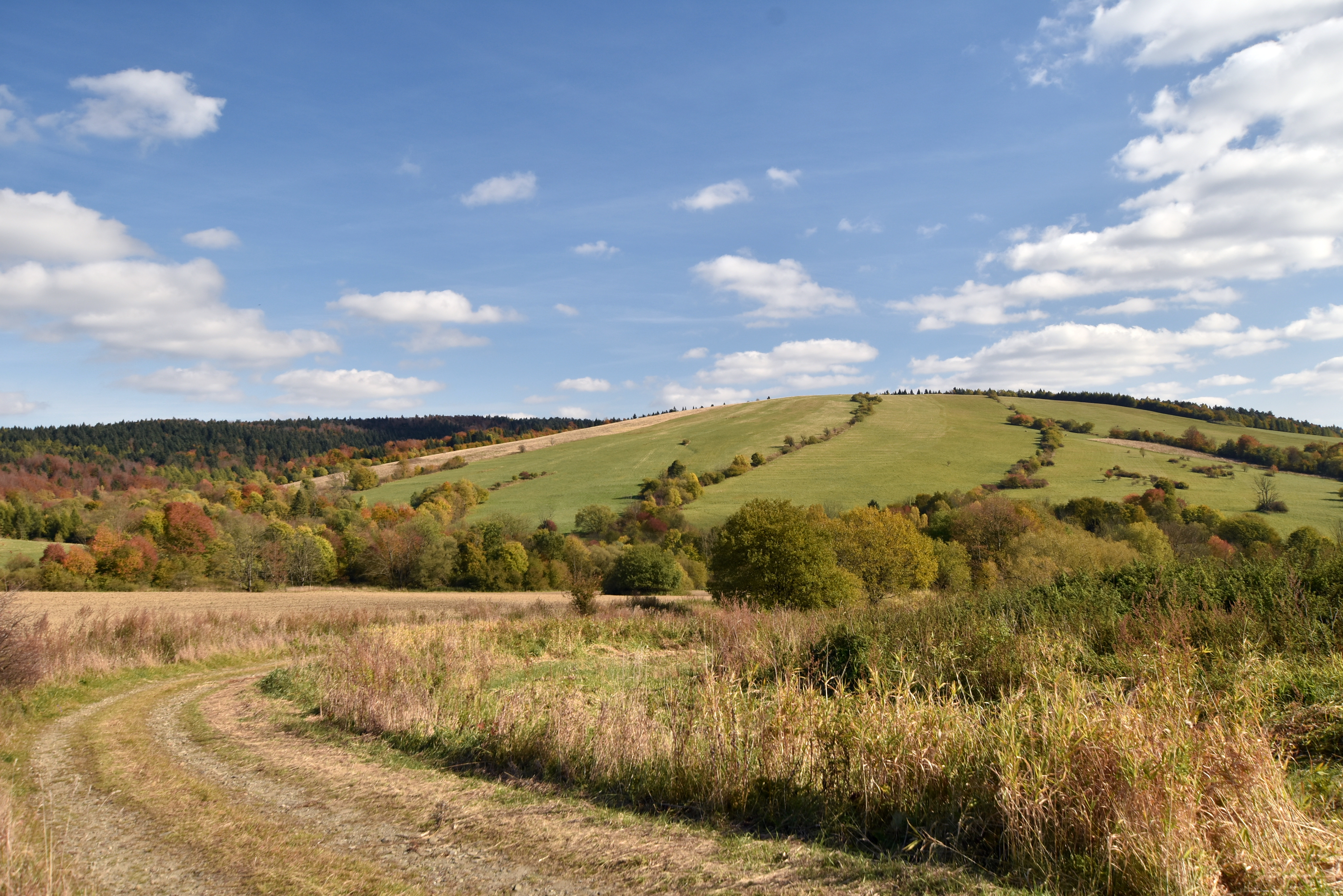
Widok na Banię Szklarską 695 m